# Viciria thoracica
Viciria thoracica là một loài nhện trong họ Salticidae.
Loài này thuộc chi Viciria. Viciria thoracica được Tord Tamerlan Teodor Thorell miêu tả năm 1899.